# 谷野ひとし
谷野 均（たにの ひとし、1947年10月10日 - ）は、日本のベーシスト。1960年代後半にロックバンド、ジャックスのメンバーとして活動。解散後はソロとして活動。
和光大学において、早川義夫と知り合い、ジャックスのメンバーとなった。
ウッドベースとエレキベースの両方を担当、ウッドベースにおいてはジャズ的な、エレキベースにおいてはロック的なフレーズを得意としていた。

## 来歴
和歌山県海南出身。4歳頃に千葉市幕張に引越し。弟、妹、両親。
幕張小学校、市川学園卒業。
小学生の頃、アメリカ人と結婚していた叔母の影響でブルースを聴く。
中学3年生の頃、ハワイアンとウエスタンをピックギターで演奏しはじめる。レイ・チャールズ、リトル・リチャードを聴く。
1966年5月 フジTV『フォークソング合戦』の番組にて、早川義夫のグループ(ウィンドミルズ)が演奏してるのをTVで偶然に見る。

1967年1月 ジャックスにベースで加入。
本人曰く「最初ね、ロックやるんなら、ベースやらせろって言ったの。大学の帰り道かなんかに。フォークソングはやる気ないけど、ロックやるんならベース弾くよ、とか言って。一応ベースいないからさ、ベースなんか弾いたことなかったんだけど。」
1967年1月27日 ジャックスにベースで加入して初ステージ。(渋谷児童会館)
ジャックス解散後は『休みの国』のレコーディングに参加、後に2回にわたって北欧へ移住。

## ディスコグラフィー
※ ジャックス時代の作品はジャックス_(バンド)#作品を参照
Greasy Spoon（ヴァーンメディア、1992年6月25日）
- 1. ROCKIN'ALL DAY
- 2. ROCKIN'CHARE
- 3. THAI STICK PARTY
- 4. TANK
- 5. もつれた生活
- 6. TEENIE WEENIE
- 7. ジョーのロック
- 8. WINCHESTER
- 9. RISING SUN
- 10. ANGEL